# Loxodonta atlantica
Loxodonta atlantica es una especie extinta de elefántido del género Loxodonta, conocido por fósiles descubiertos en ciertos estratos del Pleistoceno de África. Era de mayor tamaño que el actual elefante africano (Loxodonta africana), y estaba dotado de una dentición de crecimiento más progresivo. Hasta hace poco se creía que L. atlantica probablemente fuera una especie derivada de L. adaurora, sin embargo, un análisis realizado en 2009 sugirió que L. antlantica ha evolucionado en realidad a partir de L. exoptata, y que es una especie antepasada de L. africana. La especie ha sido subdividida en dos subespecies: L. atlantica atlantica (con restos fósiles encontrados en el norte de África) y L. atlantica zulu (restos encontrados en el sur de África). El espécimen tipo de Loxodonta atlantica está conservado en el Museo Nacional de Historia Natural de Francia, en París, pero de momento no tiene atribuido ningún número de inventario.